# سيخانيسو دلاميني
سيخانيسو دلاميني (مواليد 1 سبتمبر 1987) هي أميرة وسياسية سوازية وهي الابنة الكبرى لمسواتي الثالث ملك إسواتيني، تشغل حالياً منصب وزيرة تكنولوجيا المعلومات والاتصالات في البلاد.